# Carya
Carya is de botanische naam van een geslacht van bomen uit de okkernootfamilie (Juglandaceae). Het geslacht omvat zeventien tot negentien soorten bladverliezende bomen met geveerde bladeren en grote noten. De boom en het hout ervan staan bekend onder de naam Hickory.
Van de zeventien tot negentien soorten komen er elf of twaalf van nature voor in de Verenigde Staten, één in Mexico en vijf of zes soorten in China en Indochina. De soort die bekend stond als Carya sinensis wordt nu veelal behandeld als Annamocarya sinensis. Boom van eerste grootte, hoger dan 12 m; schors afschilferend; twijgen kaal, met +/-2 cm lange eindknop; blaadjes 5(-7), 10-15 cm, ovaal-langwerpig, niet scherp gezaagd, langs de rand met haarbundeltjes. Onderzijde aanvankelijk dicht behaard, noten 3-5 cm schaal geheel openspringend. Carya ovata is al sinds 1629 in cultuur.
De bloemen staan bij elkaar in geelgroene katjes die in het voorjaar opengaan. Bestuiving vindt plaats door de wind: zelfbestuiving is uitgesloten.
De vrucht is een bolvormige of ovale steenvrucht van 2-5 cm lang en met een diameter van 1,5-3 cm in een vierkamerig omhulsel. Deze splijt bij rijpheid open. De schil van de noot is bij de meeste soorten dik en stevig, bij enkele soorten als de pecannoot (Carya illinoinensis) dun. Deze splijt in twee delen open wanneer het zaad ontkiemt.
Het hout van de boom staat bekend onder de Engelse naam, Hickory, en is bijzonder sterk en veerkrachtig. Het wordt toegepast als hamerstelen, wandelstokken, drumstokken, handbogen en dergelijke.

## Ecologie
De bomen worden gebruikt als voedselplant voor de larven van sommige Lepidoptera soorten waaronder Acrobasis angusella, Acrobasis caryae, Acrobasis caryalbella, Acrobasis caryivorella, Acrobasis cunulae, Acrobasis elyi, Acrobasis evanescentella, Acrobasis exsulella, Acrobasis kearfottella, Acrobasis palliolella, Acrobasis stigmella, Actias luna, Amorpha juglandis, Citheronia regalis, Dasychira basiflava, Dasychira obliquata, de bastaardsatijnvlinder (Euproctis chrysorrhoea), Lytrosis permagnaria, Papilio canadensis, Papilio glaucus glaucus, Satyrium calanus en Satyrium caryaevorum.